# Barueri Volleyball Club 2020-2021
Questa voce raccoglie le informazioni riguardanti il Barueri Volleyball Club nella stagione 2020-2021.

## Stagione
Il Barueri Volleyball Club disputa la stagione 2020-21 col nome sponsorizzato São Paulo FC/Barueri, frutto della partnership col club calcistico del San Paolo.
In Superliga Série A conclude la stagione regolare in sesta posizione, qualificandosi per i play-off scudetto, dove viene eliminato ai quarti di finale dal Praia Clube, terminando l'annata con un sesto posto finale.
Termina in sesta posizione anche la Coppa del Brasile, venendo estromesso dal torneo ai quarti di finale, sconfitto nuovamente dal club di Uberlândia.
In ambito statale si classifica al terzo posto al Campionato Paulista, dove raggiunge le semifinali.

## Organigramma societario
Area direttiva
- Presidente: Carlos Augusto de Barros e Silva
- Supervisore: Benedito Geraldo Crispi

Area tecnica
- Allenatore: José Roberto Guimarães
- Secondo allenatore: Wagner Fernandes
- Assistente allenatore: Alexandre dos Santos Gomes, Fabiano Marques Santos
- Scoutman: Luciano Tavares Lima
- Analista delle prestazioni: Fabio Rafael Simplício
- Preparatore atletico: José Elias de Proença, Caique Bonafé Botelho

Area sanitaria
- Fisioterapista: Fernando Alvez Fernandes

## Rosa
| N° | Nome               | Ruolo | Data di nascita  | Nazionalità sportiva |
| -- | ------------------ | ----- | ---------------- | -------------------- |
| 1  | Daniela Guimarães  | L     | 29 luglio 1994   | Brasile              |
| 2  | Diana Alecrim      | C     | 22 febbraio 1999 | Brasile              |
| 3  | Daniela Seibt      | C     | 17 aprile 2000   | Brasile              |
| 4  | Maira Cipriano     | S     | 7 marzo 1995     | Brasile              |
| 5  | Glayce Vasconcelos | S     | 28 gennaio 1998  | Brasile              |
| 6  | Nyeme Costa        | L     | 11 ottobre 1998  | Brasile              |
| 7  | Lorrayna da Silva  | O     | 19 giugno 1999   | Brasile              |
| 8  | Jheovana Sebastião | S     | 10 gennaio 2001  | Brasile              |
| 9  | Kisy do Nascimento | O     | 28 gennaio 2000  | Brasile              |
| 10 | Lorena Viezel      | C     | 21 luglio 1999   | Brasile              |
| 11 | Karina Barbosa     | S     | 30 novembre 1998 | Brasile              |
| 12 | Larissa Besen      | C     | 2 marzo 2001     | Brasile              |
| 13 | Jackeline Moreno   | P     | 30 dicembre 1999 | Brasile              |
| 14 | Kenya Malachias    | P     | 29 novembre 2000 | Brasile              |
| 15 | Eduarda Sanglard   | P     | 15 maggio 2003   | Brasile              |
| 16 | Carolina Santos    | S     | 28 giugno 2002   | Brasile              |
| 17 | Moara Santos       | S     | 14 febbraio 2001 | Brasile              |

## Statistiche

### Statistiche di squadra
| Competizione      | Punti | In casa | In casa | In casa | In trasferta | In trasferta | In trasferta | Totale | Totale | Totale |
| Competizione      | Punti | G       | V       | P       | G            | V            | P            | G      | V      | P      |
| ----------------- | ----- | ------- | ------- | ------- | ------------ | ------------ | ------------ | ------ | ------ | ------ |
| Superliga Série A | 39    | 12      | 6       | 6       | 12           | 8            | 4            | 24     | 14     | 10     |
| Coppa del Brasile | -     | 0       | 0       | 0       | 1            | 0            | 1            | 1      | 0      | 1      |
| Totale            | -     | 12      | 6       | 6       | 13           | 8            | 5            | 25     | 14     | 11     |

### Statistiche dei giocatori
| Giocatrice       | Superliga Série A | Superliga Série A | Superliga Série A | Superliga Série A | Superliga Série A |
| Giocatrice       | P                 | PT                | AV                | MV                | BV                |
| ---------------- | ----------------- | ----------------- | ----------------- | ----------------- | ----------------- |
| D. Alecrim       | 24                | 175               | 96                | 67                | 12                |
| K. Barbosa       | 24                | 297               | 251               | 35                | 11                |
| L. Besen         | 4                 | 7                 | 2                 | 4                 | 1                 |
| M. Cipriano      | 24                | 270               | 243               | 18                | 9                 |
| N. Costa         | 24                | 0                 | 0                 | 0                 | 0                 |
| L. da Silva      | 24                | 262               | 232               | 25                | 5                 |
| K. do Nascimento | 24                | 141               | 112               | 20                | 9                 |
| D. Guimarães     | 23                | 1                 | 0                 | 0                 | 1                 |
| K. Malachias     | 24                | 40                | 11                | 22                | 7                 |
| J. Moreno        | 23                | 16                | 6                 | 4                 | 6                 |
| E. Sanglard      | -                 | -                 | -                 | -                 | -                 |
| C. Santos        | 1                 | 0                 | 0                 | 0                 | 0                 |
| M. Santos        | -                 | -                 | -                 | -                 | -                 |
| J. Sebastião     | 7                 | 4                 | 3                 | 0                 | 1                 |
| D. Seibt         | 5                 | 2                 | 0                 | 2                 | 0                 |
| G. Vasconcelos   | 19                | 54                | 49                | 4                 | 1                 |
| L. Viezel        | 24                | 217               | 134               | 71                | 12                |

P = presenze; PT = punti totali; AV = attacchi vincenti; MV = muri vincenti; BV = battute vincenti

NB: Non sono disponibili i dati relativi alla Coppa del Brasile e, di conseguenza, quelli totali.